# 2009 год в кино
В данной статье представлены списки топ-10 самых кассовых фильмов года, самих фильмов, вышедших в течение года и наград, полученных фильмами за 2009 год.
В 2009 году был выпущен фильм «Аватар» режиссёра Джеймса Кэмерона, ставший самым кассовым за всю историю мирового кинематографа.

## Лидеры проката
| Место | Название                            | Прокатчик            | Мировые кассовые сборы |
| ----- | ----------------------------------- | -------------------- | ---------------------- |
| 1     | Аватар                              | 20th Century Fox     | $2 789 679 794         |
| 2     | Гарри Поттер и Принц-полукровка     | Warner Bros.         | $934 416 487           |
| 3     | Ледниковый период 3: Эра динозавров | 20th Century Fox     | $888 805 671           |
| 4     | Трансформеры: Месть падших          | Paramount Pictures   | $836 303 693           |
| 5     | 2012                                | Columbia Pictures    | $769 679 473           |
| 6     | Вверх                               | Walt Disney Pictures | $735 099 082           |
| 7     | Сумерки. Сага. Новолуние            | Summit Entertainment | $709 711 008           |
| 8     | Шерлок Холмс                        | Warner Bros.         | $524 028 679           |
| 9     | Ангелы и демоны                     | Columbia Pictures    | $485 930 816           |
| 10    | Мальчишник в Вегасе                 | Warner Bros.         | $467 483 912           |

### Лидеры российского проката
| Место | Название                            | Прокатчик                           | Сборы (в $)  |
| ----- | ----------------------------------- | ----------------------------------- | ------------ |
| 1     | Аватар                              | Фокс                                | $117,103,251 |
| 2     | Ледниковый период 3: Эра динозавров | Фокс                                | $44,572,301  |
| 3     | 2012                                | Buena Vista Sony Pictures Releasing | $36,608,694  |
| 4     | Обитаемый остров                    | Каропрокат                          | $21,834,845  |
| 5     | Чёрная молния                       | Юниверсал Пикчерс Рус               | $19,680,048  |
| 6     | Гарри Поттер и Принц-полукровка     | Каро-Премьер                        | $18,687,856  |
| 7     | Сумерки. Сага. Новолуние            | West                                | $18,616,430  |
| 8     | Трансформеры: Месть падших          | Централ Партнершип                  | $18,170,854  |
| 9     | Каникулы строгого режима            | Фокс                                | $17,532,675  |
| 10    | Тарас Бульба                        | Централ Партнершип                  | $17,040,803  |

## Фильмы

### Зарубежные фильмы, демонстрировавшиеся в России в 2009 году

#### Январь — март
| Месяц           | День | Название                                                    | Производство                                             | Режиссёр | В ролях |
| --------------- | ---- | ----------------------------------------------------------- | -------------------------------------------------------- | --- | --- |
| Я Н В А Р Ь     | 1    | «Доктор Плонк»                                              | AFFC                                                     | Рольф Де Хер | Найджел Ланги, Пол Блэкуелл, Магда Шубански, Wayne Anthoney, Квентин Кенихэн, Майк Рэнн, Фиби Патерсон Де Хер                                 |
| Я Н В А Р Ь     | 1    | «Сегодня ночью я сплю с тобой»                              | Alter Films                                              | Оливье Барру | Жан-Поль Рув, Мелани Дутей, Кад Мерад, Rhiles Djarouane, Хелен Патаро, Филипп Лефевр, Одри Дана, Сара Штерн                                   |
| Я Н В А Р Ь     | 1    | «Сказки на ночь»                                            | Walt Disney Pictures                                     | Адам Шэнкман | Адам Сэндлер, Кери Расселл, Гай Пирс, Рассел Брэнд, Ричард Гриффитс, Тереза Палмер, Люси Лоулесс, Кортни Кокс                                 |
| Я Н В А Р Ь     | 8    | «Теория убийств»                                            | BenderSpink                                              | Крис Мур | Дон МакМанус, Райанн Дузич, Тедди Данн, Дэниел Францезе, Патрик Флюгер, Агнес Брукнер, Стеффи Викенс                                          |
| Я Н В А Р Ь     | 8    | «Кумбия нас связала»                                        | Conarte                                                  | Рене Вильярреаль | Фернанда Гарсия, Оливер Канту Лосано, Андуль Самбрано, Эмма Миртала Канту, Рубен Гонсалес Гарса                                               |
| Я Н В А Р Ь     | 15   | «Всегда говори „Да“»                                        | Warner Bros.                                             | Пейтон Рид | Джим Керри, Зоуи Дешанель, Брэдли Купер, Джон Майкл Хиггинс, Рис Дарби, Дэнни Мастерсон, Фионнула Флэнаган                                    |
| Я Н В А Р Ь     | 15   | «Семь жизней»                                               | Columbia Pictures                                        | Габриэле Муччино | Уилл Смит, Розарио Доусон, Вуди Харрельсон, Вуди Харрельсон, Вуди Харрельсон, Элпидия Каррильо, Робин Ли                                      |
| Я Н В А Р Ь     | 15   | «Подмена»                                                   | Imagine Entertainment                                    | Клинт Иствуд | Анджелина Джоли, Джон Малкович, Джеффри Донован, Гэтлин Гриффит, Мишель Мартин, Майкл Келли, Жан Деверо                                       |
| Я Н В А Р Ь     | 15   | «Мститель»                                                  | Lionsgate                                                | Фрэнк Миллер | Гэбриел Махт, Сэмюэл Л. Джексон, Скарлетт Йоханссон, Ева Мендес, Джейми Кинг, Пас Вега, Сара Полсон                                           |
| Я Н В А Р Ь     | 15   | «Райское озеро»                                             | Rollercoaster Films                                      | Джеймс Уоткинс | Келли Райлли, Майкл Фассбендер, Тара Эллис, Джек О’Коннелл, Финн Аткинс, Джумэйн Хантер, Томас Тургус                                         |
| Я Н В А Р Ь     | 15   | «Удушье»                                                    | Aramid Entertainment Fund                                | Кларк Грегг | Кларк Грегг, Кэтрин Александр, Теодорина Белло, Кейт Блумберг, Джона Бобо, Уилли Бурк, Хезер Бёрнс                                            |
| Я Н В А Р Ь     | 22   | «Вики Кристина Барселона»                                   | Mediapro                                                 | Вуди Аллен | Ребекка Холл, Скарлетт Йоханссон, Хавьер Бардем, Пенелопа Крус, Крис Мессина, Патриша Кларксон, Кевин Данн                                    |
| Я Н В А Р Ь     | 22   | «Нерождённый»                                               | Phantom Four                                             | Дэвид С. Гойер | Одетт Эннэйбл, Гэри Олдмен, Кэм Жиганде, Миган Гуд, Идрис Эльба, Джейн Александр, Аттикус Шаффер                                              |
| Я Н В А Р Ь     | 22   | «Шёпот сердца»                                              | Studio Ghibli                                            | Ёсифуми Кондо | Ёко Хонна, Кацуо Такахаси, Такаси Татибана, Сигэру Мурои, Сигэру Цуюгути, Кэйдзю Кобаяси, Ёри Ямасита                                         |
| Я Н В А Р Ь     | 22   | «Так где же ты, Усама бин Ладен?»                           | The Weinstein Company LLC                                | Морган Сперлок | Морган Сперлок, Джордж Буш, Дик Чейни, Др. Дэрил Исаак, Александра Джемисон, Дональд Рамсфельд                                                |
| Я Н В А Р Ь     | 29   | «Рок-н-рольщик»                                             | Warner Bros.                                             | Гай Ричи | Тоби Кеббелл, Джерард Батлер, Том Уилкинсон, Тэнди Ньютон, Марк Стронг, Идрис Эльба, Том Харди, Карел Роден, Джереми Пивен                    |
| Я Н В А Р Ь     | 29   | «Дорога перемен»                                            | DreamWorks, BBC Films                                    | Сэм Мендес | Леонардо Ди Каприо, Кейт Уинслет, Кристофер Фицджералд, Джонатан Руми, Нил Эндрю Бледсо, Марин Айрлэнд, Саманта Сул                           |
| Я Н В А Р Ь     | 29   | «Впусти меня»                                               | Canal+                                                   | Томас Альфредсон | Каре Хедебрант, Лина Леандерссон, Пер Рагнар, Хенрик Даль, Карин Бергквист, Петер Карлберг, Ика Норд, Микаэль Рахм                            |
| Я Н В А Р Ь     | 29   | «Операция „Валькирия“»                                      | , United Artists,                                        | Брайан Сингер | Том Круз, Кеннет Брана, Кристиан Беркель, Билл Найи, Томас Кречманн, Джейми Паркер, Карис ван Хоутен, Дэвид Скофилд                           |
| Ф Е В Р А Л Ь   | 4    | «Joy Division»                                              | Brown Owl Films                                          | Грант Ги | Ричард Бун, Антон Корбайн, Кевин Камминс, Йен Кертис, Боб Дикинсон, Лесли Гилберт                                                             |
| Ф Е В Р А Л Ь   | 5    | «Загадочная история Бенджамина Баттона»                     | Paramount Pictures                                       | Дэвид Финчер | Брэд Питт, Кейт Бланшетт, Джулия Ормонд, Джейсон Флеминг, Тильда Суинтон, Тараджи Хенсон, Джеред Харрис                                       |
| Ф Е В Р А Л Ь   | 5    | «Другой мир: Восстание ликанов»                             | Lakeshore Entertainment                                  | Патрик Татопулос | Майкл Шин, Билл Найи, Рона Митра, Стивен Макинтош, Кевин Гревье, Дэвид Эстон                                                                  |
| Ф Е В Р А Л Ь   | 5    | «Герцогиня»                                                 | BBC Films                                                | Сол Дибб | Кира Найтли, Рэйф Файнс, Шарлотта Рэмплинг, Доминик Купер, Хейли Этвелл, Саймон Макбёрни                                                      |
| Ф Е В Р А Л Ь   | 5    | «Фрост против Никсона»                                      | Imagine Entertainment, Working Title Films, StudioCanal  | Рон Ховард | Фрэнк Ланджелла, Майкл Шин, Сэм Рокуэлл, Кевин Бейкон, Мэттью Макфэйден, Оливер Платт, Ребекка Холл,Тоби Джонс, Патти Маккормак, Энди Майлдер |
| Ф Е В Р А Л Ь   | 5    | «Замёрзшая из Майами»                                       | Edmonds Entertainment                                    | Йонас Элмер | Рене Зеллвегер, Гарри Конник мл., Шаван Фэллон, Дж.К. Симмонс, Майк О’Брайэн, Фрэнсис Конрой                                                  |
| Ф Е В Р А Л Ь   | 5    | «Семейная тайна»                                            | Canal+                                                   | Клод Миллер | Сесиль Де Франс, Патрик Брюэль, Людивин Санье, Жюли Депардье, Матье Амальрик, Натали Бутефо                                                   |
| Ф Е В Р А Л Ь   | 12   | «Миллионер из трущоб»                                       | Celador Films                                            | Дэнни Бойл | Дев Патель, Саурабх Шукла, Анил Капур, Рахендранат Зутши, Женева Талвар, Фрида Пинто                                                          |
| Ф Е В Р А Л Ь   | 12   | «Пятница, 13-е»                                             | Paramount Pictures                                       | Маркус Ниспель | Джаред Падалеки, Даниэль Панабэйкер, Аманда Риетти, Трэвис Ван Винкл, Аарон Ю, Дерек Мирс, Джонатан Садовский                                 |
| Ф Е В Р А Л Ь   | 12   | «Шопоголик»                                                 | Touchstone Pictures                                      | Пол Джон Хоган | Айла Фишер, Хью Дэнси, Кристен Риттер, Джон Гудмен, Кристин Скотт Томас, Джон Литгоу, Джоан Кьюсак                                            |
| Ф Е В Р А Л Ь   | 12   | «Австралия»                                                 | 20th Century Fox                                         | Баз Лурман | Николь Кидман, Хью Джекман, Брендон Уолтерс, Дэвид Уэнем, Барри Отто, Брайан Браун, Джек Томпсон                                              |
| Ф Е В Р А Л Ь   | 12   | «Очень мрачное кино»                                        | EasyE Films                                              | Д. Джад Джонс | Марк Келлер, Беттина Девин, Роджер Л. Джексон, Джефф Атик, Кристина Негрете, Виктория Райан О’Тул                                             |
| Ф Е В Р А Л Ь   | 16   | «Эльса и Фред»                                              | MC Millecento                                            | Маркос Карневале | Мануэль Александр, Хина Сорилья, Бланка Портильо, Хосе Анхель Эхидо, Омар Муньос, Роберто Карнаги                                             |
| Ф Е В Р А Л Ь   | 19   | «Отель для собак»                                           | Nickelodeon Movies                                       | Тор Фреденталь | Эмма Робертс, Джейк Т. Остин, Лиза Кудроу, Дон Чидл, Джонни Симмонс, Кайла Прэтт, Трой Джентиле                                               |
| Ф Е В Р А Л Ь   | 19   | «Розовая пантера 2»                                         | Metro-Goldwyn-Mayer                                      | Харальд Цварт | Стив Мартин, Джон Клиз, Айшвария Рай, Жан Рено, Альфред Молина, Эмили Мортимер, Энди Гарсиа, Джереми Айронс, Евгений Лазарев                  |
| Ф Е В Р А Л Ь   | 19   | «Игорь»                                                     | Exodus Productions                                       | Тони Леондис | Джон Кьюсак, Стив Бушеми, Шон Хейс, Молли Шеннон, Майлин Класс, Робин Уолш                                                                    |
| Ф Е В Р А Л Ь   | 19   | «3 похотливых поросёнка»                                    | Zoofilms                                                 | Патрик Уард | Клод Леголт, Гийом Лемай-Тивьерж, Поль Дусе, Софи Прегент, Julie Perreault, Изабель Рише                                                      |
| Ф Е В Р А Л Ь   | 19   | «Адвокат террора»                                           | Canal+                                                   | Барбет Шрёдер | Жак Вергес, Bassam Abu Sharif, Клаус Барби, Abderrahmane Benhamida, Djamila Bouhared, Bachir Boumaâza                                         |
| Ф Е В Р А Л Ь   | 26   | «Война невест»                                              | 20th Century Fox                                         | Гэри Уиник | Кейт Хадсон, Энн Хэтэуэй, Брайан Гринберг, Крис Прэтт, Стив Хоуи, Кэндис Берген                                                               |
| Ф Е В Р А Л Ь   | 26   | «Взрослая неожиданность»                                    | Relativity Media                                         | Дэвид Уэйн | Шонн Уильям Скотт, Пол Радд, Кристофер Минц-Плассе, Бобби Дж. Томпсон, Элизабет Бэнкс, Джейн Линч                                             |
| Ф Е В Р А Л Ь   | 26   | «Интернэшнл»                                                | Relativity Media                                         | Том Тыквер | Клайв Оуэн, Наоми Уоттс, Армин Мюллер-Шталь, Ульрих Томсен, Брайан Ф. О’Бирн, Майкл Волетти                                                   |
| Ф Е В Р А Л Ь   | 26   | «Полтора рыцаря: В поисках похищенной принцессы Херцелинды» | Lionheart Entertainment                                  | Тиль Швайгер | Тиль Швайгер, Рик Каваниан, Юлия Дитце, Томас Готтшальк, Удо Кир, Годе Бенедикс                                                               |
| Ф Е В Р А Л Ь   | 26   | «Гоморра»                                                   | Фанданго                                                 | Маттео Гарроне | Сальваторе Абруццезе, Симоне Саккеттино, Сальваторе Руокко, Винченцо Фабричино, Винченцо Альтамура, Итало Ренда                               |
| М А Р Т         | 5    | «Хранители»                                                 | Warner Bros.                                             | Зак Снайдер | Патрик Уилсон, Джеки Эрл Хейли, Малин Акерман, Билли Крудап, Мэттью Гуд, Джеффри Дин Морган, Карла Гуджино                                    |
| М А Р Т         | 5    | «Призраки бывших подружек»                                  | Warner Bros.                                             | Марк Уотерс | Мэттью Макконахи, Дженнифер Гарнер, Майкл Дуглас, Эмма Стоун, Брекин Мейер, Лейси Шабер, Роберт Форстер, Энн Арчер                            |
| М А Р Т         | 12   | «Уличный боец: Легенда о Чуньли»                            | Capcom Legend Films Adlabs Films Hyde Park Entertainment | Анджей Бартковяк | Кристин Кройк, Нил Макдоно, Крис Кляйн, Майкл Кларк Дункан, Taboo, Робин Шу, Мун Бладгуд, Чэнь Чжицай                                         |
| М А Р Т         | 12   | «Интернэшнл»                                                | Relativity Media                                         | Том Тыквер | Клайв Оуэн, Наоми Уоттс, Армин Мюллер-Шталь, Ульрих Томсен                                                                                    |
| М А Р Т         | 19   | «Чернильное сердце»                                         | Warner Bros.                                             | Йен Софтли | Брендан Фрэйзер, Элиза Беннетт, Пол Беттани, Хелен Миррен, Джесси Кейв, Дженнифер Коннелли, Энди Серкис                                       |
| М А Р Т         | 19   | «Тайна Мунакра»                                             | UK Film Council Lionsgate Warner Bros.                   | Габор Чупо | Йоан Гриффит, Дакота Блю Ричардс, Наташа МакЭлхоун, Тим Карри, Джульетт Стивенсон, Август Прю                                                 |
| М А Р Т         | 19   | «Знамение»                                                  | Escape Artists                                           | Алекс Пройас | Николас Кейдж, Роуз Бирн, Чандлер Кентербери, Лара Робинсон, Бен Мендельсон, Эдриэнн Пикеринг, Надя Таунсенд                                  |
| М А Р Т         | 26   | «Монстры против пришельцев»                                 | DreamWorks Animation                                     | Конрад Вернон, Роб Леттерман | Риз Уизерспун, Уилл Арнетт, Сет Роген, Хью Лори, Рэйн Уилсон, Кифер Сазерленд, Пол Радд, Стивен Кольбер                                       |
| М А Р Т         | 26   | «Ничего личного»                                            | Relativity Media                                         | Тони Гилрой | Клайв Оуэн, Джулия Робертс, Пол Джаматти, Том Уилкинсон                                                                                       |
| М А Р Т         | 26   | «Рестлер»                                                   | Fox Searchlight Pictures                                 | Даррен Аронофски | Микки Рурк, Мариса Томей |
| «Ведьмина гора» | 26   | Walt Disney Pictures                                        | Энди Фикман                                              | Дуэйн Джонсон, Карла Гуджино, Анна-София Робб, Александр Людвиг, Киаран Хайндс, Том Эверетт Скотт, Кристофер Маркетт, Чич Марин | |

#### Апрель — июнь
| Месяц       | День | Название                          | Производство                                     | Режиссёр                      | В ролях |
| ----------- | ---- | --------------------------------- | ------------------------------------------------ | ----------------------------- | --- |
| А П Р Е Л Ь | 9    | «Драконий жемчуг: Эволюция»       | 20th Century Fox                                 | Джеймс Вонг                   | Джастин Чэтвин, Пак Чунхён, Чоу Юньфат, Джейми Чон, Эмми Россум, Джеймс Марстерс, Эрико Тамура |
| А П Р Е Л Ь | 9    | «Гран Торино»                     | Village Roadshow Pictures                        | Клинт Иствуд                  | Клинт Иствуд, Кристофер Карли, Би Ванг, Эни Хи, Брайан Хейли, Джеральдин Хьюз, Дрима Уолкер, Брайан Хоу |
| А П Р Е Л Ь | 16   | «Адреналин 2: Высокое напряжение» | Lionsgate                                        | Марк Невелдайн, Брайан Тейлор | Джейсон Стейтем, Эми Смарт, Эфрен Рамирес, Дуайт Йоакам, Рено Уилсон, Клифтон Коллинз-младший, Бай Лин, Арт Хсю, Дэвид Кэррадайн |
| А П Р Е Л Ь | 16   | «12 раундов»                      | WWE Studios                                      | Ренни Харлин                  | Джон Сина, Эшли Скотт, Эйдан Гиллен, Брайан Дж. Уайт, Тейлор Коул, Винсент Флад, Стив Харрис, Гонсало Менендес |
| А П Р Е Л Ь | 30   | «Люди Икс: Начало. Росомаха»      | 20th Century Fox                                 | Гэвин Худ                     | Хью Джекман, Лев Шрайбер, Дэнни Хьюстон, Линн Коллинз, Тейлор Китч, Will.i.am, Кевин Дюранд, Райан Рейнольдс, Дэниел Хенни, Доминик Монаган, Патрик Стюарт                                                                           |
| А П Р Е Л Ь | 30   | «Замкнутый круг»                  | Alter Films                                      | Лоран Тюэль                   | Жан Рено, Гаспар Ульель, Ваина Джоканте, Сами Буажила |
| А П Р Е Л Ь | 30   | «Незваные»                        | DreamWorks                                       | Чарли Гард, Томас Гард        | Эмили Браунинг, Ариэль Кеббел, Элизабет Бэнкс, Дэвид Стрэтэйрн, Майя Массар, Кевин Макнатли, Джесси Мосс |
| М А Й       | 7    | «Звёздный путь»                   | Paramount Pictures                               | Дж. Дж. Абрамс                | Крис Пайн, Джимми Беннетт, Закари Куинто, Карл Урбан, Саймон Пегг, Антон Ельчин, Зои Салдана, Джон Чо, Эрик Бана, Леонард Нимой, Брюс Гринвуд, Вайнона Райдер, Бен Кросс, Клифтон Коллинз-младший, Крис Хемсворт, Дженнифер Моррисон |
| М А Й       | 14   | «Ангелы и демоны»                 | Imagine Entertainment                            | Рон Ховард                    | Том Хэнкс, Айелет Зорер, Юэн Макгрегор, Стеллан Скарсгард, Пьерфранческо Фавино, Дэвид Паскеси, Армин Мюллер-Шталь |
| М А Й       | 21   | «Ночь в музее 2»                  | 21 Laps Entertainment                            | Шон Леви                      | Бен Стиллер, Эми Адамс, Оуэн Уилсон, Хэнк Азариа, Робин Уильямс, Кристофер Гест, Ален Шаба, Стив Куган, Рики Джервейс |
| И Ю Н Ь     | 4    | «Терминатор: Да придёт спаситель» | The Halcyon Company                              | Макджи                        | Кристиан Бейл, Сэм Уортингтон, Антон Ельчин, Брайс Даллас Ховард, Хелена Бонэм Картер, Коммон, Роланд Кикинджер, Арнольд Шварценеггер, Майкл Айронсайд                                                                               |
| И Ю Н Ь     | 4    | «Форсаж 4»                        | Relativity Media                                 | Джастин Лин                   | Вин Дизель, Пол Уокер, Джордана Брюстер, Мишель Родригес, Джон Ортис, Лас Алонсо, Галь Гадот |
| И Ю Н Ь     | 18   | «Большая игра»                    | Working Title Films Relativity Media StudioCanal | Кевин Макдональд              | Рассел Кроу, Бен Аффлек, Рэйчел МакАдамс, Робин Райт, Хелен Миррен, Джейсон Бейтман, Джефф Дэниэлс, Майкл Берресс |
| И Ю Н Ь     | 25   | «Трансформеры: Месть падших»      | DreamWorks                                       | Майкл Бэй                     | Шайа Лабаф, Меган Фокс, Джош Дюамель, Тайриз Гибсон, Джон Туртурро, Рамон Родригес, Кевин Данн, Джули Уайт, Джон Бенджамин Хики, Изабель Лукас                                                                                       |

#### Июль — сентябрь
| Месяц           | День | Название                              | Производство                                  | Режиссёр                     | В ролях |
| --------------- | ---- | ------------------------------------- | --------------------------------------------- | ---------------------------- | --- |
| И Ю Л Ь         | 1    | «Ледниковый период 3: Эра динозавров» | Blue Sky Studios                              | Карлус Салданья              | Рэй Романо, Джон Легуизамо, Денис Лири, Куин Латифа, Шонн Уильям Скотт, Джош Пек, Саймон Пегг, Крис Уэдж, Карен Дишер, Карлус Салданья |
| И Ю Л Ь         | 7    | «Антихрист»                           | Zentropa                                      | Ларс фон Триер               | Уиллем Дефо, Шарлотта Генсбур |
| И Ю Л Ь         | 9    | «Бой без правил»                      | Relativity Media                              | Дито Монтиель                | Ченнинг Татум, Терренс Ховард, Луис Гусман, Брайан Дж. Уайт, Флако Навайя |
| И Ю Л Ь         | 16   | «Гарри Поттер и Принц-полукровка»     | Heyday Films Warner Bros.                     | Дэвид Йейтс                  | Дэниел Рэдклифф, Руперт Гринт, Эмма Уотсон, Кэти Льюнг, Эванна Линч, Мэттью Льюис, Бонни Райт, Джеймс Фелпс, Оливер Фелпс, Джесси Кейв, Том Фелтон, Майкл Гэмбон, Джим Бродбент, Робби Колтрейн, Мэгги Смит, Алан Рикман, Дэвид Брэдли, Уорик Дэвис, Хейзел Шовхам, Джемма Джонс, Рэйф Файнс, Хиро Файнс-Тиффин, Фрэнк Диллэйн, Джейсон Айзекс, Тимоти Сполл, Хелена Бонэм Картер, Хелен МакКрори, Дэвид Леджено, Наталия Тена, Дэвид Тьюлис, Марк Уильямс, Джули Уолтерс |
| И Ю Л Ь         | 23   | «Джонни Д.»                           | Relativity Media                              | Майкл Манн                   | Джонни Депп, Кристиан Бейл, Лили Собески, Билли Крудап, Джованни Рибизи, Ченнинг Татум, Эмили де Рэвин, Марион Котийяр, Дэвид Уэнем, Стивен Дорфф, Бранка Катич |
| И Ю Л Ь         | 23   | «Бруно»                               | Media Rights Capital                          | Ларри Чарльз                 | Саша Барон Коэн |
| А В Г У С Т     | 6    | «Бросок кобры»                        | Spyglass Entertainment                        | Стивен Соммерс               | Ченнинг Татум, Деннис Куэйд, Марлон Уэйанс, Рэйчел Николс, Адевале Акиннуойе-Агбадже, Рэй Парк, Саид Тагмауи, Каролина Куркова, Брендан Фрэйзер, Джозеф Гордон-Левитт, Кристофер Экклестон, Сиенна Миллер, Арнольд Вослу, Кевин О’Коннор |
| А В Г У С Т     | 8    | «Хатико: Самый верный друг»           | Hachiko                                       | Лассе Халльстрём             | Ричард Гир, Джоан Аллен, Кэри-Хироюки Тагава, Сара Ремер, Джейсон Александер |
| А В Г У С Т     | 13   | «Район № 9»                           | Key Creatives QED International WingNut Films | Нил Бломкамп                 | Шарлто Копли, Дэвид Джеймс, Джейсон Коуп, Ванесса Хэйвуд, Натали Болтт, Джон Самнер, Мандла Гадука |
| А В Г У С Т     | 13   | «Люблю тебя, чувак»                   | De Line Pictures                              | Джон Гамбург                 | Пол Радд, Джейсон Сигел, Рашида Джонс, Джейми Прессли, Джон Фавро, Энди Сэмберг, Сара Бёрнс, Дж. К. Симмонс, Роб Хьюбел, Лу Феррино |
| А В Г У С Т     | 20   | «Приколисты»                          | Relativity Media                              | Джадд Апатоу                 | Адам Сэндлер, Сет Роген, Лесли Манн, Эрик Бана, Джонас Хилл, Джейсон Шварцман, Обри Плаза, Мод Апатоу, Айрис Апатоу, RZA, Эминем |
| А В Г У С Т     | 20   | «Миссия Дарвина»                      | Jerry Bruckheimer Films                       | Хойт Йитмен                  | Николас Кейдж, Стив Бушеми, Трейси Морган, Пенелопа Крус, Сэм Рокуэлл, Джон Фавро, Билл Найи, Уилл Арнетт, Зак Галифианакис, Келли Гарнер |
| А В Г У С Т     | 20   | «Бесславные ублюдки»                  | A Band Apart Studio Babelsberg                | Квентин Тарантино            | Брэд Питт, Элай Рот, Тиль Швайгер, Гедеон Буркхард, Б. Дж. Новак, Омар Дум, Сэмм Левайн, Пол Раст, Майкл Бэкалл, Карлос Фидель, Майкл Фассбендер, Майк Майерс, Род Тайлор, Мелани Лоран, Денис Меноше, Джеки Айдо, Джули Дрейфус, Диана Крюгер, Кристоф Вальц, Даниэль Брюль, Аугуст Диль, Мартин Вуттке, Сильвестер Грот |
| С Е Н Т Я Б Р Ь | 3    | «Дело № 39»                           | Paramount Vantage                             | Кристиан Альварт             | Рене Зеллвегер, Джодель Ферланд, Брэдли Купер, Йен Макшейн |
| С Е Н Т Я Б Р Ь | 3    | «Опасные пассажиры поезда 123»        | Metro-Goldwyn-Mayer                           | Тони Скотт                   | Дензел Вашингтон, Джон Траволта, Джон Туртурро, Джеймс Гандольфини, Луис Гусман, Рамон Родригес, Виктор Гойчай, Роберт Ватаж, Джейсон Батлер Хорнер, Гбенга Акиннагбе, Майкл Рисполи |
| С Е Н Т Я Б Р Ь | 3    | «13-й район: Ультиматум»              | EuropaCorp                                    | Патрик Алессандрин           | Давид Белль, Сирил Рафаели, Ла Фуини, MC Jean Gab'1, Джеймс Деано, Элоди Юнг, Фабрио Фельцингер |
| С Е Н Т Я Б Р Ь | 9    | «Геймер»                              | Lakeshore Entertainment                       | Марк Невелдайн Брайан Тейлор | Джерард Батлер, Эмбер Валетта, Майкл Си Холл, Логан Лерман, Кира Седжвик, Крис 'Лудакрис' Бриджес, Элисон Ломан, Джон Легуизамо, Майло Вентимилья, Терри Крюз, Зои Белл |
| С Е Н Т Я Б Р Ь | 9    | «9»                                   | Relativity Media                              | Шейн Экер                    | Кристофер Пламмер, Мартин Ландау, Джон С. Рейли, Криспин Гловер, Дженнифер Коннелли, Фред Таташор, Элайджа Вуд, Алан Оппенхаймер, Том Кэйн, Хелен Уилсон |
| С Е Н Т Я Б Р Ь | 9    | «Пункт назначения 4»                  | Zide/Perry Productions                        | Дэвид Р. Эллис               | Бобби Кампо, Шантель ВанСантен, Хэйли Уэбб, Ник Зано, Криста Аллен, Эндрю Фисцелла, Стефани Онор, Фил Остин, Лара Грис, Джастин Велборн, Майкелти Уильямсон, Джексон Уолкер |
| С Е Н Т Я Б Р Ь | 9    | «Крик в общаге»                       | Entertainment One                             | Стюарт Хендлер               | Брайана Эвиган, Леа Пайпс, Румер Уиллис, Джейми Чон, Марго Харшман, Джулиан Моррис, Одрина Пэтридж, Кэрри Фишер, Мэттью О’Лири, Мэтт Лантер, Кэролайн Д’Амор, Рик Эпплгейт, Николь Мур, Кен Болден, Макс Хенард |
| С Е Н Т Я Б Р Ь | 17   | «Луна 2112»                           | Liberty Films                                 | Данкан Джонс                 | Сэм Рокуэлл, Кевин Спейси, Доминик Макэллиготт, Кая Скоделарио, Бенедикт Вонг, Мэтт Берри, Малкольм Стюарт, Робин Чок |
| С Е Н Т Я Б Р Ь | 24   | «Суррогаты»                           | Mandeville Films                              | Джонатан Мостоу              | Брюс Уиллис, Тревор Донован, Рада Митчел, Розамунд Пайк, Борис Коджо, Джеймс Кромвелл, Джеймс Джинти, Винг Рэймс, Джек Носуорти, Девин Ретрэй, Майкл Кудлиц |

#### Октябрь — декабрь
| Месяц         | День | Название                                     | Производство                                                 | Режиссёр                                   | В ролях |
| ------------- | ---- | -------------------------------------------- | ------------------------------------------------------------ | ------------------------------------------ | --- |
| О К Т Я Б Р Ь | 1    | «История игрушек 3D»                         | Pixar                                                        | Джон Лассетер                              | Том Хэнкс, Тим Аллен, Дон Риклес, Джим Вэрни, Уоллес Шон, Джон Ратценбергер, Энни Поттс, Ли Эрми, Джон Моррис, Эрик фон Деттен, Лори Меткалф, Сара Фриман, Джефф Пиджон                                                                  |
| О К Т Я Б Р Ь | 1    | «История игрушек 2 3D»                       | Pixar                                                        | Джон Лассетер, Ли Анкрич, Эш Брэннон       | Том Хэнкс, Тим Аллен, Джоан Кьюсак, Келси Грэммер, Дон Риклес, Эстель Харрис, Джим Вэрни, Уоллес Шон, Джон Ратценбергер, Энни Поттс, Уэйн Найт, Джефф Пиджон, Эндрю Стэнтон, Джо Рэнфт, Джон Моррис, Лори Меткалф, Ли Эрми, Лори Меткалф |
| О К Т Я Б Р Ь | 8    | «Добро пожаловать в Зомбилэнд»               | Relativity Media                                             | Рубен Флейшер                              | Джесси Айзенберг, Вуди Харрельсон, Эмма Стоун, Эбигейл Бреслин, Эмбер Хёрд, Билл Мюррей |
| О К Т Я Б Р Ь | 15   | «Пандорум»                                   | Constantin Film Impact Pictures                              | Кристиан Альварт                           | Бен Фостер, Деннис Куэйд, Кэм Жиганде, Кунг Ле, Норман Ридус, Антье Трауэ, Андре Хеннике, Нильс-Бруно Шмидт, Эдди Раус, Вотан Вилке Мёринг                                                                                               |
| О К Т Я Б Р Ь | 22   | «Бесподобный мистер Фокс»                    | 20th Century Fox Animation Indian Paintbrush                 | Уэс Андерсон                               | Джордж Клуни, Мерил Стрип, Билл Мюррей, Джейсон Шварцман, Эрик Чейз Андерсон, Уоллес Володарски, Уиллем Дефо, Майкл Гэмбон, Оуэн Уилсон, Джарвис Кокер                                                                                   |
| О К Т Я Б Р Ь | 22   | «Астробой»                                   | Summit Tezuka Productions Imagi Animation                    | Дэвид Бауэрс                               | Фредди Хаймор, Николас Кейдж, Билл Найи, Дональд Сазерленд, Кристен Белл, Юджин Леви, Мэтт Лукас, Нейтан Лейн, Мадлен Кэрролл, Стерлинг Бомон                                                                                            |
| О К Т Я Б Р Ь | 22   | «500 дней лета»                              | Флаг США                                                     | Марк Уэбб                                  | Джозеф Гордон-Левитт, Зоуи Дешанель, Джеффри Аренд, Хлоя Морец, Мэттью Грэй Габлер, Кларк Грегг, Патриция Белчер, Рейчел Бостон, Минка Келли                                                                                             |
| О К Т Я Б Р Ь | 29   | «Пила 6»                                     | Twisted Pictures                                             | Кевин Гротер                               | Тобин Белл, Костас Мэндилор, Бетси Рассел, Марк Ролстон, Питер Аутербридж, Шони Смит, Танедра Ховард |
| О К Т Я Б Р Ь | 29   | «Облачно, возможны осадки в виде фрикаделек» | Sony Pictures Animation                                      | Фил Лорд, Крис Миллер                      | Билл Хэйдер, Анна Фэрис, Нил Патрик Харрис, Джеймс Каан, Брюс Кэмбелл, Энди Семберг, Мистер Ти, Бенджамин Брэтт, Лорен Грэм |
| О К Т Я Б Р Ь | 29   | «Майкл Джексон: Вот и всё»                   | AEG Live                                                     | Кенни Ортега                               | Майкл Джексон, Алекс Аль, Ник Басс, Майкл Берден, Дэниел Селебре, Mekia Cox, Миша Гэбриел, Крис Грант, Джудит Хилл, Дориан Холли, Орианти Панагарис                                                                                      |
| О К Т Я Б Р Ь | 30   | «Посылка»                                    | Radar Pictures                                               | Ричард Келли                               | Кэмерон Диас, Джеймс Марсден, Фрэнк Лангелла, Джиллиан Джейкобс, Джеймс Риборн, Холмс Осборн, Эндрю Левитас |
| Н О Я Б Р Ь   | 4    | «Законопослушный гражданин»                  | The Film Department                                          | Феликс Гэри Грей                           | Джерард Батлер, Джейми Фокс, Лесли Бибб, Джош Стюарт, Виола Дэвис, Кристиан Столте, Колм Мини, Реджина Холл, Брюс МакГилл, Майкл Ирби, Майкл Келли, Майкл Гэмбон                                                                         |
| Н О Я Б Р Ь   | 11   | «2012»                                       | Centropolis Entertainment                                    | Роланд Эммерих                             | Джон Кьюсак, Аманда Пит, Дэнни Гловер, Тэнди Ньютон, Оливер Платт, Чиветел Эджиофор, Вуди Харрельсон |
| Н О Я Б Р Ь   | 19   | «Планета 51»                                 | DeA Planeta Entertainment Film TriStar Pictures              | Хорхе Бланко, Хавьер Абад, Маркос Мартинес | Дуэйн Джонсон, Джессика Бил, Джастин Лонг, Шон Уильям Скотт, Гэри Олдмен, Джон Клиз |
| Н О Я Б Р Ь   | 19   | «Рождественская история»                     | ImageMovers Digital                                          | Роберт Земекис                             | Джим Керри, Кэри Элвес, Колин Фёрт, Боб Хоскинс, Гэри Олдмен, Робин Райт |
| Н О Я Б Р Ь   | 20   | «Сумерки. Сага. Новолуние»                   | Summit Entertainment                                         | Крис Вайц                                  | Кристен Стюарт, Роберт Паттинсон, Тейлор Лотнер, Питер Фачинелли, Элизабет Ризер, Эшли Грин, Келлан Латс, Никки Рид, Джексон Рэтбоун, Билли Берк, Рашель Лефевр, Эди Гатеги, Майкл Шин, Дакота Фаннинг, Анна Кендрик, Майкл Уэлш         |
| Н О Я Б Р Ь   | 21   | «Черепашки навсегда»                         | Mirage Studios                                               | Ллойд Голдфайн, Гэри Ричардсон             | Джонни Кастро, Тони Салерно, Себастьян Арселус, Дэн Грин, Майкл Синтерклаас, Уэйн Грейсон, Сэм Ригел, Грег Эбби, Шон Шеммел, Джейсон Гриффит, Брафорд Камерон, Пит Капелла                                                               |
| Н О Я Б Р Ь   | 26   | «Носители»                                   | Ivy Boy Productions                                          | Алекс Пастор, Дэвид Пастор                 | Лу Тэйлор Пуччи, Крис Пайн, Пайпер Перабо, Эмили ВанКамп, Кристофер Мелони, Кьернан Шипка, Марк Мозес |
| Н О Я Б Р Ь   | 26   | «Переходный возраст»                         | How To Be Films                                              | Оливер Ирвинг                              | Роберт Паттинсон, Ребекка Пиджон, Джереми Харди, Пауэлл Джонс, Майк Пирс, Джонни Уайт, Майкл Ирвинг, Алиса Арнах, Майкл Уильямс |
| Н О Я Б Р Ь   | 26   | «Джек и Джилл: Любовь на чемоданах»          | Canal+ Remstar                                               | Дженнифер Деволдер                         | Мелани Лоран, Джастин Барта, Валери Бенгиги, Ивон Бэк, Билли Бойд, Морис Бенишу, Жеральдин Накаш, Доротея Берриман |
| Д Е К А Б Р Ь | 3    | «Артур и месть Урдалака»                     | EuropaCorp                                                   | Люк Бессон                                 | Пенни Бальфур, Фредди Хаймор, Миа Фэрроу, Селена Гомес, Джимми Фэллон, Рон Кроуфорд |
| Д Е К А Б Р Ь | 3    | «Так себе каникулы»                          | Walt Disney Pictures                                         | Уолт Бекер                                 | Джон Траволта, Робин Уильямс, Келли Престон, Сет Грин, Коннер Рэйберн, Элла Блю Траволта, Лори Лафлин |
| Д Е К А Б Р Ь | 3    | «Ниндзя-убийца»                              | Legendary Pictures                                           | Джеймс Мактиг                              | Рейн, Наоми Харрис, Рик Юн Сонсик, Бен Майлз, Сё Косуги, Стивен Маркус |
| Д Е К А Б Р Ь | 3    | «Молодая Виктория»                           | GK Films                                                     | Жан-Марк Валли                             | Эмили Блант, Руперт Френд, Пол Беттани, Миранда Ричардсон, Джим Броудбент, Томас Кречманн, Марк Стронг, Йеспер Кристенсен, Гарриет Уолтер, Жанетт Хайн                                                                                   |
| Д Е К А Б Р Ь | 10   | «Слава»                                      | Lakeshore Entertainment                                      | Кевин Танчароен                            | Дебби Аллен, Келси Грэммер, Чарльз С. Даттон, Меган Маллэлли, Биби Ньюуирт, Нэтьюри Нотон, Коллинз Пенни, Кей Панабэйкер, Эшер Бук, Херингтон, Пэйн, Уолтер Перес, Анна Мария Перес де Тагле, Пол Яконо                                  |
| Д Е К А Б Р Ь | 10   | «Безумный спецназ»                           | BBC Films                                                    | Грант Хеслов                               | Джордж Клуни, Юэн МакГрегор, Джефф Бриджес, Кевин Спейси, Стивен Лэнг, Роберт Патрик, Валид Цайтер, Стивен Рут, Гленн Моршауэр, Ник Оффермен, Тим Гриффин, Ребекка Мэйдер, Джейкоб Браун                                                 |
| Д Е К А Б Р Ь | 11   | «Принцесса и лягушка»                        | Walt Disney Animation Studios                                | Рон Клементс, Джон Маскер                  | Аника Нони Роуз, Бруно Кампос, Кит Дэвид, Майкл-Леон Вули, Джим Каммингс, Дженифер Льюис, Джон Гудман, Опра Уинфри, Дженнифер Коуди, Терренс Ховард                                                                                      |
| Д Е К А Б Р Ь | 17   | «Аватар»                                     | Lightstorm Entertainment                                     | Джеймс Кэмерон                             | Сэм Уортингтон, Сигурни Уивер, Мишель Родригес, Джованни Рибизи, Стивен Лэнг, Джоэл Дэвид Мур, Дилип Рао, Мэтт Джеральд, Зои Салдана, Уэс Стьюди, Си Си Эйч Паундер, Лаз Алонсо, Питер Менса                                             |
| Д Е К А Б Р Ь | 31   | «Соломон Кейн»                               | Wandering Star Pictures                                      | Майкл Бассетт                              | Джеймс Пьюрфой, Макс фон Сюдов, Рэйчел Хёрд-Вуд, Маккензи Крук, Джейсон Флеминг, Элис Криге, Йен Уайт |
| Д Е К А Б Р Ь | 31   | «Шерлок Холмс»                               | Silver Pictures Village Roadshow Pictures Wigram Productions | Гай Ричи                                   | Роберт Дауни-младший, Джуд Лоу, Рэйчел Макадамс, Марк Стронг, Келли Райлли, Эдди Марсан, Джеральдина Джеймс |

### Отечественные фильмы и фильмы постсоветских республик

#### РФ

##### Январь
- 1 января — «Обитаемый остров»
- 8 января — «На море!»
- 22 января — «Самый лучший фильм-2»
- 26 января — «Артефакт»

##### Февраль
- 5 февраля — «Возвращение мушкетёров»
- 8 февраля — «Корпорация „ВыхАд“ 2»

##### Апрель
- 23 апреля — «Обитаемый остров: Фильм второй»

##### Май
- 9 мая — «Риорита» (последний фильм Петра Тодоровского, премьера на российском телевидении).

##### Август
- 25 августа — «Каникулы строгого режима»
- 29 августа —"В погоне за счастьем"

##### Сентябрь
- 17 сентября — «Невеста любой ценой»

##### Октябрь
- 1 октября — «Волчок»
- 8 октября — «Запрещённая реальность»
- 29 октября — «Книга мастеров»

##### Ноябрь
- 4 ноября — «Царь»
- 16 ноября — «Воронины»
- 26 ноября —
  - «На игре»
  - «Приключения Ролли 3D»
- 26 ноября — «Будь со мной»

##### Декабрь
- 3 декабря — «Антикиллер Д. К.»
- 3 декабря — «Пикап: съём без правил»
- 3 декабря — «Похороните меня за плинтусом»
- 10 декабря — «Наша Маша и волшебный орех»
- 10 декабря — «Кошечка»
- 10 декабря — «Весельчаки»
- 24 декабря — «Новые приключения Алёнушки и Ерёмы»
- 31 декабря — «Чёрная Молния»

#### Фильмы совместных производителей

##### Двух и более стран

###### Февраль
- 19 февраля — «Тарас Бульба» (РФ-Украина-Польша)

###### Март
- 5 марта — «Любовь в большом городе» (РФ-Украина)

## Телесериалы

### Российские сериалы
- Воронины
- Школа
- Маргоша

## Награды

### Critics' Choice Movie Awards
14-я церемония вручения наград премии Critics' Choice Movie Awards Ассоциацией телекинокритиков США и Канады прошла 8 января 2009 года.
- Лучший фильм (драма): «Миллионер из трущоб»
- Лучший фильм (комедия): «Солдаты неудачи»
- Лучший режиссёр: Дэнни Бойл — «Миллионер из трущоб»
- Лучшая мужская роль: Шон Пенн — «Харви Милк»
- Лучшая женская роль: Энн Хэтэуэй — «Рэйчел выходит замуж» и Мэрил Стрип — «Сомнение»
- Лучшая мужская роль второго плана: Хит Леджер — «Тёмный рыцарь»
- Лучшая женская роль второго плана: Кейт Уинслет — «Чтец»
- Лучший(-ая) молодой (-ая) актёр/актриса: Дев Патель — «Миллионер из трущоб»
- Лучший актёрский состав: «Харви Милк»
- Лучший сценарий: Саймон Бофой— «Миллионер из трущоб»
- Лучший анимационный фильм: «ВАЛЛ*И»
- Лучший фильм на иностранном языке: «Вальс с Баширом» (Израиль)

### Премия «Золотой глобус»
66-я церемония вручения наград американской премии «Золотой глобус» состоялась 11 января 2009 года в отеле «Беверли-Хилтон», Лос-Анджелес, США. Почётная награда имени Сесиля Б. Де Милля за жизненные достижения в области кинематографа была вручена режиссёру Стивену Спилбергу.
- Лучший фильм (драма): «Миллионер из трущоб»
- Лучший фильм (комедия или мюзикл): «Вики Кристина Барселона»
- Лучший режиссёр: Дэнни Бойл — «Миллионер из трущоб»
- Лучшая мужская роль (драма): Микки Рурк — «Рестлер»
- Лучшая женская роль (драма): Кейт Уинслет — «Дорога перемен»
- Лучшая мужская роль (комедия или мюзикл): Колин Фаррелл — «Залечь на дно в Брюгге»
- Лучшая женская роль (комедия или мюзикл): Салли Хокинс — «Беззаботная»
- Лучшая мужская роль второго плана: Хит Леджер — «Тёмный рыцарь»
- Лучшая женская роль второго плана: Кейт Уинслет — «Чтец»
- Лучший сценарий: Саймон Бофой— «Миллионер из трущоб»
- Лучший анимационный фильм: «ВАЛЛ*И»
- Лучший фильм на иностранном языке: «Вальс с Баширом» (Израиль)

### Кинофестиваль «Сандэнс»
Кинофестиваль «Сандэнс-2009» прошёл с 15 по 25 января 2009 года в городе Парк-Сити, штат Юта, США.
- Лучший американский художественный фильм: «Сокровище»
- Лучший зарубежный художественный фильм: «Служанка» (Чили, Мексика)
- Лучший американский документальный фильм: «Мы живём на людях»
- Лучший зарубежный документальный фильм: «Жёсткие тётки» (Великобритания, ЮАР)

### Премия «Золотой орёл»
7-я церемония вручения наград премии «Золотой орёл» состоялась 23 января 2009 года в первом павильоне киноконцерна «Мосфильм».
- Лучший игровой фильм: «Дикое поле»
- Лучший неигровой фильм: «Гибель империи. Византийский урок»
- Лучший анимационный фильм: «Колыбельные мира»
- Лучшая режиссёрская работа: Карен Шахназаров за работу над фильмом «Исчезнувшая империя»
- Лучший сценарий: Пётр Луцик и Алексей Саморядов за сценарий к фильму "Дикое поле"
- Лучшая мужская роль: Константин Хабенский за роль в фильме «Адмиралъ»
- Лучшая женская роль: Ксения Раппопорт за роль в фильме «Юрьев день»
- Лучшая мужская роль второго плана: Армен Джигарханян за роль в фильме «Исчезнувшая империя»
- Лучшая женская роль второго плана: Ирина Купченко за роль в фильме «Розыгрыш»
- Лучший зарубежный фильм в российском прокате: «Нефть» (США)

### Премия Гильдии киноактёров США
15-я церемония вручения премии Гильдии киноактёров США за заслуги в области кинематографа и телевидения за 2008 год состоялась 25 января 2009 года в Лос-Анджелесе.
- Лучшая мужская роль: Шон Пенн — «Харви Милк»
- Лучшая женская роль: Мэрил Стрип — «Сомнение»
- Лучшая мужская роль второго плана: Хит Леджер — «Тёмный рыцарь»
- Лучшая женская роль второго плана: Кейт Уинслет — «Чтец»
- Лучший актёрский состав: «Миллионер из трущоб»
- Лучший каскадёрский состав: Звёздный путь, Тёмный рыцарь»

### Премия гильдия режиссёров Америки
61-я церемония вручения премий Американской гильдии режиссёров за заслуги в области кинематографа и телевидения за 2008 год состоялась 31 января 2009 года в Лос-Анджелесе.
- Лучший фильм: «Миллионер из трущоб», реж. Дэнни Бойл
- Лучший документальный фильм: «Вальс с Баширом», реж. Ари Фольман

### Берлинский кинофестиваль
59-й Берлинский международный кинофестиваль проходил с 5 по 15 февраля 2009 года Берлине, Германия. В основной конкурс вошло 18 лент. Жюри основного конкурса возглавляла английская актриса Тильда Суинтон.
- Золотой медведь: «Молоко скорби», реж. Клаудиа Льоса (Испания,  Перу)
- Гран-при жюри (Серебряный медведь): «Гигант», реж. Адриан Биньес (Уругвай,  Аргентина, Германия, Испания, Нидерланды)
- Гран-при жюри (Серебряный медведь): «Страсть не знает преград», реж. Марен Эд (Германия)
- Серебряный медведь за лучшую режиссёрскую работу: Асгар Фархади, «История Элли» (Иран, Франция)
- Серебряный медведь за лучшую мужскую роль: Сотиги Куяте за «Река Лондон» (Великобритания, Франция, Алжир)
- Серебряный медведь за лучшую женскую роль: Биргит Минихмайр за «Страсть не знает преград», реж. Марен Эд (Германия)
- Серебряный медведь за лучший сценарий: Алессандро Камон, Орен Моверман за «Посланник» (США)

### Премия BAFTA
62-я церемония вручения наград британской премии «BAFTA» состоялась 8 февраля 2009 года в Королевском театре Ковент-Гарден в Лондоне, Великобритания.
- Лучший фильм: «Миллионер из трущоб»
- Лучший британский фильм: «Человек на канате»
- Лучший фильм на иностранном языке: «Я так давно тебя люблю» (Франция)
- Лучший режиссёр: Дэнни Бойл — «Миллионер из трущоб»
- Лучшая мужская роль: Микки Рурк — «Рестлер»
- Лучшая женская роль: Кейт Уинслет — «Чтец»
- Лучшая мужская роль второго плана: Хит Леджер — «Тёмный рыцарь»
- Лучшая женская роль второго плана: Пенелопа Крус — «Вики Кристина Барселона»
- Лучший оригинальный сценарий: Мартин МакДона — «Залечь на дно в Брюгге»
- Лучший адаптированный сценарий: Саймон Бофой— «Миллионер из трущоб»
- Лучший анимационный фильм: «ВАЛЛ*И»

### Премия «Сезар»
34-я церемония вручения наград премии «Сезар» за заслуги в области французского кинематографа за 2008 год состоялась 27 февраля 2009 года в театре «Шатле» (Париж, Франция)
- Лучший фильм: «Серафина из Санлиса»
- Лучший фильм на иностранном языке: «Вальс с Баширом» (Израиль)
- Лучший режиссёр: Жан-Франсуа Рише — «Враг государства № 1: Легенда»
- Лучшая мужская роль: Венсан Кассель — «Враг государства № 1: Легенда»
- Лучшая женская роль: Иоланда Моро — «Серафина из Санлиса»
- Лучшая мужская роль второго плана: Жан-Поль Руссийон — «Рождественская сказка»
- Лучшая женская роль второго плана: Эльза Зильберштейн — «Я так давно тебя люблю»
- Лучший оригинальный сценарий: Марк Абдельнур, Мартен Прово — «Серафина из Санлиса»
- Лучший адаптированный сценарий: Франсуа Бегодо, Лоран Канте, Робен Кампийо — «Класс»

### Премия «Независимый дух» (Independent Spirit Awards)
24-я церемония вручения премии «Независимый дух», ориентированной в первую очередь на американское независимое кино, за 2008 год состоялась 21 февраля 2009 года в Лос-Анджелесе.
- Лучший фильм: «Рестлер»
- Лучший режиссёр: Том МакКарти — «Посетитель»
- Лучшая мужская роль: Микки Рурк — «Рестлер»
- Лучшая женская роль: Мелисса Лео — «Замерзшая река»
- Лучшая мужская роль второго плана: Джеймс Франко — «Харви Милк»
- Лучшая женская роль второго плана: Пенелопа Крус — «Вики Кристина Барселона»
- Лучший сценарий: Вуди Аллен — «Вики Кристина Барселона»
- Лучший фильм на иностранном языке:  «Класс»

### Премия «Оскар»
81-я церемония вручения наград американской премии «Оскар» состоялась 22 февраля 2009 года в театре «Кодак», Лос-Анджелес, США. Ведущим церемонии был актёр Хью Джекман.
- Лучший фильм: «Миллионер из трущоб»
- Лучший режиссёр: Дэнни Бойл — «Миллионер из трущоб»
- Лучшая мужская роль: Шон Пенн — «Харви Милк»
- Лучшая женская роль: Кейт Уинслет — «Чтец»
- Лучшая мужская роль второго плана: Хит Леджер — «Тёмный рыцарь»
- Лучшая женская роль второго плана: Пенелопа Крус — «Вики Кристина Барселона»
- Лучший оригинальный сценарий: Дастин Лэнс Блэк — «Харви Милк»
- Лучший адаптированный сценарий: Саймон Бофой— «Миллионер из трущоб»
- Лучший анимационный фильм: «ВАЛЛ*И»
- Лучший фильм на иностранном языке: «Ушедшие» (Япония)

### Премия «Ника»
22-я церемония вручения наград премии «Ника» состоялась 3 апреля 2009 года в Московском театре оперетты.
- Лучший игровой фильм: «Стиляги»
- Лучший фильм стран СНГ и Балтии: «Райские птицы» (Украина)
- Лучший неигровой фильм: «Анастасия»
- Лучший анимационный фильм: «Правдивая история о трёх поросятах»
- Лучшая режиссёрская работа: Алексей Герман мл. за работу над фильмом «Бумажный солдат»
- Лучший сценарий: Пётр Луцик и Алексей Саморядов за сценарий к фильму "Дикое поле"
- Лучшая мужская роль: Олег Долин за роль в фильме «Дикое поле»
- Лучшая женская роль: Дарья Мороз за роль в фильме «Живи и помни»
- Лучшая мужская роль второго плана: Роман Мадянов за роль в фильме «Дикое поле»
- Лучшая женская роль второго плана: Анна Михалкова за роль в фильме «Живи и помни»

### MTV Movie Awards
Церемония вручения кинонаград канала MTV за состоялась 31 мая 2009 года в Лос-Анджелесе. Ведущим стал актёр Энди Сэмберг.
- Лучший фильм года: «Сумерки»
- Лучшая мужская роль: Зак Эфрон — «Классный мюзикл 3: Выпускной»
- Лучшая женская роль: Кристен Стюарт — «Сумерки»
- Прорыв года: Роберт Паттинсон — «Сумерки»

### Каннский кинофестиваль
62-й Каннский международный кинофестиваль проходил с 13 по 24 мая 2009 года в Каннах, Франция. В основной конкурс вошло 20 лент. Жюри основного конкурса возглавила французская актриса Изабель Юппер.
- Золотая пальмовая ветвь: «Белая лента», реж. Михаэль Ханеке (Германия, Франция, Италия, Австрия)
- Гран-при: «Пророк», реж. Жак Одиар (Франция, Италия)
- Приз жюри: «Аквариум», реж. Андреа Арнольд (Великобритания, Нидерланды) и «Жажда», реж Пак Чхан Ук (Южная Корея)
- Лучший режиссёр: Брийанте Мендоса за «Бойня» (Филиппины, Франция)
- Лучший сценарий: Фэн Мэй за «Весенняя лихорадка» (Китай, Франция)
- Лучшая мужская роль: Кристоф Вальц за «Бесславные ублюдки» (США, Германия)
- Лучшая женская роль: Шарлотта Генсбур за «Антихрист» (Дания, Германия, Франция, Швеция, Италия, Польша)

### «Кинотавр»
20-й открытый российский кинофестиваль «Кинотавр-2009» проходил с 7 по 14 июня 2009 года в Сочи. Жюри возглавил продюсер Сергей Сельянов.
- Лучший фильм: «Волчок», реж. Василий Сигарев
- Лучший режиссёр: Иван Вырыпаев, «Кислород»
- Лучшая мужская роль: Борис Каморзин, фильм «Сказка про темноту»
- Лучшая женская роль: Яна Троянова, фильм «Волчок»
- Лучший сценарий: Василий Сигарев, фильм «Волчок»

### Московский международный кинофестиваль
31-й Московский международный кинофестиваль прошёл в Москве с 19 по 28 июня 2009 года. Председателем жюри основного конкурса был российский режиссёр, сценарист и продюсер Павел Лунгин. В основном конкурсе участвовали 16 фильмов, в том числе — «Палата № 6» Карена Шахназарова, «Чудо» Александра Прошкина. Главный приз кинофестиваля, «Золотой Георгий», получил фильм «Петя по дороге в Царствие Небесное» Николая Досталя.

### Премия «Сатурн»
35-я церемония вручения наград премии «Сатурн» за заслуги в области фантастики, фэнтези и фильмов ужасов состоялась 24 июня 2009 года в городе Бербанк (Калифорния, США).
- Лучший научно-фантастический фильм: «Железный человек»
- Лучший фильм-фэнтези: «Загадочная история Бенджамина Баттона»
- Лучший фильм ужасов/триллер: «Хеллбой II: Золотая армия»
- Лучший приключенческий фильм/боевик: «Тёмный рыцарь»
- Лучший полнометражный мультфильм: «ВАЛЛ*И»
- Лучший иностранный фильм: «Впусти меня» (Швеция)
- Лучший режиссёр: Джон Фавро — «Железный человек»
- Лучшая мужская роль: Роберт Дауни мл. — «Железный человек»
- Лучшая женская роль: Анджелина Джоли — «Подмена»
- Лучшая мужская роль второго плана: Хит Леджер — «Тёмный рыцарь»
- Лучшая женская роль второго плана: Тильда Суинтон — «Загадочная история Бенджамина Баттона»
- Лучший сценарий: Кристофер Нолан, Джонатан Нолан — «Тёмный рыцарь»

### Венецианский кинофестиваль
66-й Венецианский международный кинофестиваль проходил с 2 по 12 сентября 2009 года в Венеции, Италия. В основной конкурс вошло 23 ленты. Жюри основного конкурса возглавлял китайский режиссёр Энг Ли.
- Золотой лев: «Ливан», реж. Самуэль Маоз (Израиль)
- Серебряный лев за лучшую режиссёрскую работу: Ширин Нешат, «Женщины без мужчин» (Германия)
- Особый приз жюри: «Душевная кухня», реж. Фатих Акин (Германия)
- Золотые Озеллы за лучший сценарий: Тодд Солондз, «Жизнь в военное время» (США)
- Кубок Вольпи за лучшую мужскую роль: Колин Фёрт за роли в фильме «Одинокий мужчина» (США)
- Кубок Вольпи за лучшую женскую роль: Ксения Раппопорт за роль в фильме «Двойной час» (Италия)

### Премия Европейской киноакадемии
22-я церемония континентальной премии Европейской академии кино состоялась 6 декабря 2009 года в немецком городе Бохум.
- Лучший фильм: «Белая лента» (Германия, Франция, Италия, Австрия)
- Лучший режиссёр: Михаэль Ханеке — «Белая лента» (Германия, Франция, Италия, Австрия)
- Лучший сценарий: Михаэль Ханеке — «Белая лента» (Германия, Франция, Италия, Австрия)
- Лучшая мужская роль: Тахар Рахим — «Пророк» (Франция Италия)
- Лучшая женская роль: Кейт Уинслет — «Чтец» (США Германия)
- Приз зрительских симпатий — «Миллионер из трущоб» (Великобритания США)

### Премия «Белый слон»
12-я церемония кинопремии Гильдии киноведов и кинокритиков России «Белый слон» прошла 21 декабря в Москве.
- Лучший фильм: «Волчок»
- Лучшая режиссёрская работа: Алексей Балабанов — «Морфий»
- Лучший фильм-дебют: «Волчок»
- Лучший мужская роль: Олег Янковский — «Царь»
- Лучшая женская роль: Наталья Негода — «Бубен, барабан»
- Лучший мужская роль второго плана: Борис Каморзин — «Сказка про темноту»
- Лучшая женская роль второго плана: Анна Михалкова — «Сумасшедшая помощь»
- Лучший документальный фильм: «Революция, которой не было»
- Лучший анимационный фильм: «Пудя»
- Лучший сценарий: Алексей Мизгирёв — «Бубен, барабан»

## Лидеры проката

### Лидеры российского проката
- Список лидеров кинопроката России и СНГ 2009 года

### Лидеры проката США
- Список лидеров кинопроката США 2009 года